# ولکی لوه
ولکی لوح (به چکی: Velký Luh) یک منطقهٔ مسکونی در جمهوری چک است که در Cheb District واقع شده‌است.